# Етнички Муслимани у Босни и Херцеговини
Етнички Муслимани у Босни и Херцеговини су становници Босне и Херцеговине који се у етничком смислу изјашњавају као припадници муслиманског народа. Према попису становништва из 2013. године, у Босни и Херцеговини живи 12,121 етничких Муслимана. Од тог броја броја, 10,222 је пописано на подручју Федерације Босне и Херцеговине, 1730 на подручју Републике Српске и 169 на подручју Дистрикта Брчко.
Етнички Муслимани у Босни и Херцеговини сматрају се делом муслиманског народа, као посебног јужнословенског народа који је као такав добио признање у бившој Социјалистичкој Федеративној Републици Југославији, а самим тим и у тадашњој Социјалистичкој Републици Босни и Херцеговини.
Након распада Југославије, етнички Муслимани у Босни и Херцеговини су изложени снажним друштвеним притисцима у виду оспоравања употребе појма "Муслимани" као етничке одреднице, уз истовремено форсирање њиховог превођења у бошњачки национални корпус.